# Nyanya
nyanyaは、日本のイラストレーター。

## 主な作品

### イラスト
- 恋する妖狐と神炎の剣士（『HJ文庫』、原作：久遠くおん）
- あなたが泣くまで踏むのをやめない!（『電撃文庫』、原作：御影瑛路）
- 魔王っぽいの!（『ガガガ文庫』、原作：原田源五郎）
- ダンジョンの魔王は最弱!?（『モーニングスターブックス』、原作：日曜）
- 転生七女ではじめる異世界ライフ 〜万能魔力があれば貴族社会も余裕で生きられると聞いたのですが?!〜（KADOKAWA、原作：四葉夕ト）
- 攻略!大ダンジョン時代 俺だけスキルがやたらポエミーなんだけど（『PASH!ブックス』、原作：てんたくろー）
- ボクは光の国の転生皇子さま! 〜ボクを溺愛する仲間たちと精霊の加護でトラブル解決です〜（『アース・スター ルナ』、原作：撫羽）
- 転生難民少女は市民権を0から目指して働きます!（TOブックス、原作：鳥助）
- 召喚スキルを継承したので、極めてみようと思います! 〜モフモフ魔法生物と異世界ライフを満喫中〜（『MFブックス』、原作：えばがゆうき）
- 悪役令嬢は大航海時代をご所望です（『ドラゴンノベルス』、原作：浦和篤樹）
- ぐうたらエルフののんびり異世界紀行（『GCノベルズ』、原作：kimimaro）